# Partille HK
Partille HK är en ishockeyklubb från Partille i östra Göteborg. Hemmaarenan heter Vallhamra ishall och ligger i Sävedalen. Klubben bildades 1960 under namnet Brattåkärs IK.
1963/64 ställer Brattåskärrs IK upp i seriespel med ett seniorlag för första gången, i Göteborgsserien klass 4. Säsongen därpå lägger IF Stendy ner sin ishockeyverksamhet och Brattåskärrs tillåts av ishockeyförbundet att ta över deras plats i klass 1, d.v.s. flera divisioner högre upp. Till säsongen 1967/68 hade man kvalificerat sig för till Division III (Svenska serien) för första gången.
Till säsongen 1971/72 går föreningen ihop med Partille IF och bildade Brattåskärr Partille IK. 1974 byter man namn till Partille Hockey Klubb. Partille HK:s A-lag spelar 2022 i Hockeytrean Södra C, men säsongen 2001/2002 spelade man i division 1.